# Station Rębiechowo
Station Rębiechowo is een spoorwegstation in de Poolse plaats Rębiechowo.